# وان دا
وان دا (بالصينية: 万达) هو سياسي صيني، ولد في 1 أكتوبر 1918، وتوفي في 7 أغسطس 2002. حزبياً، نشط في الحزب الشيوعي الصيني (0 ديسمبر 1937 – 7 أغسطس 2002).